# A Dark Month
A Dark Month – poemat dziewiętnastowiecznego angielskiego poety Algernona Charlesa Swinburne’a, opublikowany w zbiorze Tristram of Lyonesse and Other Poems, który został wydany w 1882. Utwór składa się z 31 numerowanych części. Są one zróżnicowane pod względem formalnym.

Out of sight,
Out of mind !
Could the light
Prove unkind ?
Can the sun
Quite forget
What was done
Ere he set?